# Lista de prêmios e indicações recebidos por Super Junior
Esta é uma lista dos prêmios e indicações recebidos por Super Junior, uma famosa boy band sul-coreana, produzida por Lee Soo-man e formada pela empresa SM Entertainment. O grupo estreou com 12 integrantes, no dia 6 de novembro de 2005, no programa Inkigayo. No dia 23 de maio de 2006, a SM anunciou a adição de um novo integrante, Kyuhyun. Os integrantes originais são: Leeteuk (líder), Heechul, Han Geng (ex-integrante), Yesung, Kangin, Shindong, Sungmin, Eunhyuk, Donghae, Siwon, Ryeowook, Kibum (ex-integrante) e Kyuhyun. Há ainda Henry e Zhou Mi, parte apenas do subgrupo Super Junior-M.
O grupo tornou-se internacionalmente conhecido após o lançamento de seu hit sinlgle "Sorry, Sorry", em 2009, do álbum homônimo, que se tornou um sucesso na Coreia e em diversos países asiáticos, sendo premiado diversas vezes. O grupo lançou e contribuiu para mais de 20 álbuns, sendo o artista de K-pop que mais vendeu por três anos consecutivos.
Super Junior venceu a maioria das premiações sul-coreanas em que participou, e também recebeu, e continua recebendo, diversas indicações e prêmios de várias partes do mundo.
Uma das canções mais famosas e bem sucedidas do grupo é "U", que garantiu ao Super Junior sua primeira vitória nos programas musicais sul-coreanos. A canção ainda recebeu mais quatro prêmios, e levou o grupo a vencer pela primeira vez no Mnet Asian Music Awards, em novembro de 2006. Além do seu sucesso comercial obtido desde a estreia, Super Junior já recebeu treze prêmios do Mnet Asian Music Awards e dezessete do Golden Disk Awards, consideradas as duas grandes premiações musicais da Coreia do Sul, além de ser o segundo grupo musical sul-coreano a ganhar o prêmio de Artista Favorito do MTV Asia Awards, em 2008.
Em termos de reconhecimento internacional e global, no ano 2012, Super Junior foi indicado na categoria Best Asian Act no MTV Europe Music Awards, mostrando, mais uma vez, sua grande popularidade. Em 2015, o grupo venceu em duas categorias na premiação estadunidense Teen Choice Awards, voltada para adolescentes, apresentada pela FOX.
O grupo também é bastante reconhecido e premiado por seu estilo e moda durante toda a sua carreira, popularidade através dos anos e coreografias bem elaboradas.

## Grandes premiações nacionais

### Golden Disk Awards
O Golden Disk Awards é uma premiação musical fundada em 1986, apresentada anualmente pela Associação da Indústria Musical Sul-coreana, premiando os destaques anuais da indústria musical na Coreia do Sul e considerada por muitos a principal premiação musical do país. O prêmio principal, o Disk Bonsang, é disputado pelos 10 artistas com melhor desempenho em vendas de álbum (físicas e digitais), com votação on-line e um acórdão entre os jurados da cerimônia de premiação. O grande prêmio, o Disk Daesang, equivale ao prêmio de Artista do Ano e é atribuído ao artista com melhor álbum de estúdio, nomeado a partir dos indicados ao Disk Bonsang.
| Edição | Ano   | Nomeação            | Categoria                          | Resultado |
| ------ | ----- | ------------------- | ---------------------------------- | --------- |
| 21ª    | 2006  |                     |                                    |           |
| 21ª    | 2006  | Super Junior        | Revelação do Ano                   | Venceu    |
| 21ª    | 2006  | "U"                 | Videoclipe Popular                 | Venceu    |
| 22ª    | 2007  |                     |                                    |           |
| 22ª    | 2007  | Don't Don           | Disk Daesang                       | Indicado  |
| 22ª    | 2007  | Don't Don           | Disk Bonsang                       | Venceu    |
| 22ª    | 2007  | Super Junior        | Prêmio de Popularidade             | Venceu    |
| 24ª    | 2009  | Sorry, Sorry        | Disk Daesang                       | Venceu    |
| 24ª    | 2009  | Sorry, Sorry        | Disk Bonsang                       | Venceu    |
| 24ª    | 2009  | Sorry, Sorry        | Digital Bonsang                    | Indicado  |
| 24ª    | 2009  | Super Junior        | Prêmio de Popularidade             | Venceu    |
| 25ª    | 2010  | Bonamana            | Disk Daesang                       | Indicado  |
| 25ª    | 2010  | Bonamana            | Disk Bonsang                       | Venceu    |
| 25ª    | 2010  | Super Junior        | Prêmio de Popularidade             | Indicado  |
| 25ª    | 2010  | Super Junior        | Prêmio de Popularidade (Ásia)      | Venceu    |
| 26ª    | 2012^ | Mr. Simple          | Disk Daesang                       | Venceu    |
| 26ª    | 2012^ | Mr. Simple          | Disk Bonsang                       | Venceu    |
| 26ª    | 2012^ | Super Junior        | Prêmio de Popularidade             | Venceu    |
| 26ª    | 2012^ | Super Junior        | Prêmio de Popularidade (MSN Japan) | Venceu    |
| 27ª    | 2013  | Sexy, Free & Single | Disk Daesang                       | Venceu    |
| 27ª    | 2013  | Sexy, Free & Single | Disk Bonsang                       | Venceu    |
| 27ª    | 2013  | Super Junior        | Prêmio de Popularidade             | Venceu    |
| 29ª    | 2015  | Mamacita            | Disk Bonsang                       | Venceu    |

^  A premiação não ocorreu no ano de 2011, sendo movida para o ano seguinte. Assim, o Golden Disk Awards passou a premiar os artistas e álbuns do ano anterior ao evento.

### Mnet Asian Music Awards
O Mnet Asian Music Awards (abreviado como MAMA, conhecido também como Mnet KM Music Festival (MKMF) entre os anos de 1999 a 2008) é uma importante premiação musical realizada anualmente pela Mnet, na Coreia do Sul. O grande prêmio, o Daesang, equivale ao prêmio de Artista do Ano.
Em 2009, a SM Entertainment boicotou a décima primeira edição da premiação, que ocorreu no dia 21 de novembro, assim, nenhum de seus artistas, incluindo o Super Junior, participou do evento. A empresa alegou que a premiação possuía um sistema de "reservas" em relação aos padrões de seus critérios de seleção, citando que o girl group Girls' Generation havia ficado na primeira posição em vários gráficos musicais por nove semanas consecutivas, mas nunca ganhou um prêmio no programa M! Countdown e só estreou nas paradas do programa um mês após o lançamento do álbum.
A empresa ainda pediu a remoção de seus artistas de uma pesquisa por celular, que exigia que os participantes pagassem taxas para votar, dizendo que "não queria ver os fãs sofrendo qualquer dano a partir de uma pesquisa que tem intenções comerciais".
| Edição | Ano  | Nomeação              | Categoria                               | Resultado |
| ------ | ---- | --------------------- | --------------------------------------- | --------- |
| 8ª     | 2006 |                       |                                         |           |
| 8ª     | 2006 | "U"                   | Melhor Performance de Dança             | Indicado  |
| 8ª     | 2006 | Super Junior          | Melhor Artista Revelação                | Venceu    |
| 9ª     | 2007 |                       |                                         |           |
| 9ª     | 2007 | "Don't Don"           | Daesang (Canção do Ano)                 | Indicado  |
| 9ª     | 2007 | "Don't Don"           | Melhor Performance de Dança             | Indicado  |
| 9ª     | 2007 | Super Junior          | Daesang (Artista do Ano)                | Venceu    |
| 9ª     | 2007 | Super Junior          | Melhor Grupo Masculino                  | Indicado  |
| 9ª     | 2007 | Super Junior          | Prêmio de Popularidade Auction Netizen  | Venceu    |
| 9ª     | 2007 | Super Junior          | Prêmio de Popularidade Móvel            | Venceu    |
| 11ª    | 2009 |                       |                                         |           |
| 11ª    | 2009 | Sorry, Sorry          | Daesang (Álbum do Ano)                  | Indicado  |
| 11ª    | 2009 | "Sorry, Sorry"        | Daesang (Canção do Ano)                 | Indicado  |
| 11ª    | 2009 | "Sorry, Sorry"        | Melhor Performance de Dança             | Indicado  |
| 11ª    | 2009 | Super Junior          | Melhor Grupo Masculino                  | Indicado  |
| 11ª    | 2009 | Super Junior          | Escolha Internacional                   | Venceu    |
| 11ª    | 2009 | Super Junior          | Prêmio de Popularidade Móvel            | Venceu    |
| 11ª    | 2009 | Super Junior          | Prêmio de Poupularidade                 | Venceu    |
| 12ª    | 2010 |                       |                                         |           |
| 12ª    | 2010 | Bonamana              | Daesang (Álbum do Ano)                  | Indicado  |
| 12ª    | 2010 | "Bonamana"            | Daesang (Canção do Ano)                 | Indicado  |
| 12ª    | 2010 | "Bonamana"            | Melhor Performance de Dança (Masculino) | Indicado  |
| 12ª    | 2010 | Super Junior          | Melhor Grupo Masculino                  | Indicado  |
| 13ª    | 2011 |                       |                                         |           |
| 13ª    | 2011 | Mr. Simple            | Daesang (Álbum do Ano)                  | Venceu    |
| 13ª    | 2011 | "Mr. Simple"          | Melhor Performance de Dança (Masculino) | Indicado  |
| 13ª    | 2011 | Super Junior          | Melhor Grupo Masculino                  | Venceu    |
| 13ª    | 2011 | Super Junior          | Prêmio Escolha de Cingapura             | Venceu    |
| 14ª    | 2012 |                       |                                         |           |
| 14ª    | 2012 | Sexy, Free & Single   | Daesang (Álbum do Ano)                  | Venceu    |
| 14ª    | 2012 | "Sexy, Free & Single" | Daesang (Canção do Ano)                 | Indicado  |
| 14ª    | 2012 | "Sexy, Free & Single" | Melhor Performance de Dança (Masculino) | Indicado  |
| 14ª    | 2012 | Super Junior          | Daesang (Artista do Ano)                | Indicado  |
| 14ª    | 2012 | Super Junior          | Melhor Grupo Global (Masculino)         | Venceu    |
| 14ª    | 2012 | Super Junior          | Melhor Grupo Masculino                  | Indicado  |
| 14ª    | 2012 | Super Junior          | Prêmio Best Line                        | Venceu    |
| 16ª    | 2014 | Super Junior          | Melhor Grupo Masculino                  | Indicado  |
| 16ª    | 2014 | Super Junior          | Daesang (Artista do Ano)                | Indicado  |
| 17ª    | 2015 | Super Junior          | Melhor Grupo Masculino                  | Indicado  |
| 17ª    | 2015 | Super Junior          | Daesang (Artista do Ano)                | Indicado  |

### Seoul Music Awards
O Seoul Music Awards é uma premiação musical fundada em 1990, apresentada anualmente pela Sports Seoul, premiando as realizações de destaque da indústria musical da Coreia do Sul. O Grande Prêmio Daesang equivale ao prêmio de Artista do Ano, enquanto o Prêmio Principal Bonsang é concedido aos dez melhores artistas, selecionados pelo cálculo de venda de álbuns (físicas e digitais), votação on-line e votação dos jurados da cerimônia de premiação.
| Edição | Ano  | Nomeação            | Categoria                    | Resultado |
| ------ | ---- | ------------------- | ---------------------------- | --------- |
| 16ª    | 2006 | Super Junior        | Melhor Artista Revelação     | Venceu    |
| 16ª    | 2006 | Super Junior        | Prêmio de Popularidade Móvel | Venceu    |
| 18ª    | 2008 | Don't Don           | Daesang                      | Indicado  |
| 18ª    | 2008 | Don't Don           | Bonsang                      | Venceu    |
| 18ª    | 2008 | Super Junior        | Prêmio de Popularidade Móvel | Venceu    |
| 19ª    | 2009 | Sorry, Sorry        | Daesang                      | Indicado  |
| 19ª    | 2009 | Sorry, Sorry        | Bonsang                      | Venceu    |
| 19ª    | 2009 | Super Junior        | Prêmio de Popularidade Móvel | Venceu    |
| 19ª    | 2009 | Super Junior        | Prêmio Hallyu Special        | Venceu    |
| 20ª    | 2010 | Bonamana            | Bonsang                      | Indicado  |
| 20ª    | 2010 | Super Junior        | Prêmio de Popularidade Móvel | Indicado  |
| 21ª    | 2011 | Mr. Simple          | Daesang                      | Venceu    |
| 21ª    | 2011 | Mr. Simple          | Bonsang                      | Venceu    |
| 21ª    | 2011 | Super Junior        | Prêmio de Popularidade       | Indicado  |
| 22ª    | 2012 | Sexy, Free & Single | Daesang                      | Indicado  |
| 22ª    | 2012 | Sexy, Free & Single | Bonsang                      | Venceu    |
| 22ª    | 2012 | Super Junior        | Prêmio de Popularidade       | Venceu    |
| 24ª    | 2014 | Mamacita            | Bonsang                      | Venceu    |

### Gaon Chart K-Pop Awards
O Gaon Chart K-Pop Awards é uma importante premiação musical sul-coreana apresentada anualmente pelo portal e parada musical oficial da Coreia do Sul, o Gaon Chart. A premiação foca mais nas canções e álbuns do que nos artistas em si. Os finalistas são baseados de acordo com o cálculo de vendas físicas e digitais obtidos nas paradas do ano anterior.
| Edição | Ano  | Nomeação            | Categoria                         | Resultado |
| ------ | ---- | ------------------- | --------------------------------- | --------- |
| 1ª     | 2011 | Mr. Simple          | Álbum do Ano para o 3º Trimestre  | Venceu    |
| 2ª     | 2012 | Sexy, Free & Single | Álbum do Ano para o 3º Trimestre  | Venceu    |
| 4ª     | 2014 | Mamacita            | Álbum do Ano para o 3º Trimestre  | Venceu    |
| 4ª     | 2014 | This Is Love        | Álbum do Ano para o 4º Trimestre  | Venceu    |
| 4ª     | 2014 | Super Junior        | Prêmio Gaon Chart Weibo Kpop Star | Venceu    |

### Melon Music Awards
O Melon Music Awards é uma premiação musical que ocorre anualmente na Coreia do Sul. A premiação é conhecida por calcular as vendas digitais dos álbuns e votos on-line para a escolha de seus vencedores. O Grande Prêmio Daesang equivale ao prêmio de Artista do Ano, enquanto o Prêmio Principal Bonsang  é concedido aos dez melhores artistas, selecionados pelo cálculo de venda de álbuns (físicas e digitais), votação on-line e votação dos jurados da cerimônia de premiação.
| Edição | Ano  | Nomeação       | Categoria                             | Resultado |
| ------ | ---- | -------------- | ------------------------------------- | --------- |
| 1ª     | 2009 |                |                                       |           |
| 1ª     | 2009 | Sorry, Sorry   | Daesang                               | Indicado  |
| 1ª     | 2009 | Sorry, Sorry   | Bonsang                               | Venceu    |
| 1ª     | 2009 | "Sorry, Sorry" | Canção do Ano (Digital Daesang)       | Indicado  |
| 1ª     | 2009 | Super Junior   | Estrela do Ano                        | Indicado  |
| 1ª     | 2009 | Super Junior   | Mania do Ano                          | Indicado  |
| 2ª     | 2010 | Super Junior   | Prêmio de Popularidade entre Netizens | Venceu    |
| 3ª     | 2011 |                |                                       |           |
| 3ª     | 2011 | Mr. Simple     | Daesang                               | Indicado  |
| 3ª     | 2011 | Mr. Simple     | Bonsang                               | Venceu    |
| 3ª     | 2011 | Super Junior   | Prêmio de Popularidade entre Netizens | Venceu    |
| 4ª     | 2012 | Super Junior   | Prêmio de Estrela Global              | Indicado  |

### Mnet 20's Choice Awards
O Mnet 20's Choice Awards é uma premiação apresentada anualmente pelo canal sul-coreano Mnet.
| Edição | Ano  | Nomeação     | Categoria                        | Resultado |
| ------ | ---- | ------------ | -------------------------------- | --------- |
| 1ª     | 2007 | Super Junior | Melhor Vestimenta no Tapete Azul | Venceu    |
| 1ª     | 2007 | Super Junior | Artista Revelação Asiático       | Venceu    |
| 1ª     | 2007 | Super Junior | Melhor Grupo Musical             | Venceu    |
| 1ª     | 2007 | Super Junior | Melhor Intérprete                | Venceu    |
| 6ª     | 2012 | Super Junior | 20's Choice Estrela Global       | Venceu    |

## Outras premiações

### Premiações nacionais

#### Korean Television Arts Awards
| Ano  | Nomeação     | Categoria            | Resultado |
| ---- | ------------ | -------------------- | --------- |
| 2011 | Super Junior | Melhor Grupo Musical | Venceu    |

#### Korean Visual Arts Festival
| Ano  | Nomeação     | Categoria               | Resultado |
| ---- | ------------ | ----------------------- | --------- |
| 2006 | Super Junior | Artista Mais Fotogênico | Venceu    |

#### Korean Digital Music Awards
| Ano  | Nomeação     | Categoria              | Resultado |
| ---- | ------------ | ---------------------- | --------- |
| 2006 | Super Junior | Melhor Grupo Revelação | Venceu    |

#### Korea Entertainment Arts Awards
| Ano  | Nomeação     | Categoria                         | Resultado |
| ---- | ------------ | --------------------------------- | --------- |
| 2006 | Super Junior | Melhor Grupo Masculino            | Venceu    |
| 2007 | Don't Don    | Melhor Grupo de Dança (Masculino) | Venceu    |
| 2012 | Super Junior | Melhor Artista (Grupo Musical)    | Venceu    |

#### Korean Culture & Entertainment Awards
O Korean Culture & Entertainment Awards é uma premiação sul-coreana realizada desde 1992, tendo como objetivo melhorar a qualidade da cultura e arte coreana, bem como a promoção e desenvolvimento de conteúdo da cultura local.
| Ano  | Nomeação     | Categoria        | Resultado |
| ---- | ------------ | ---------------- | --------- |
| 2013 | Super Junior | Artista Favorito | Indicado  |

#### Korean Movie Awards
| Ano  | Nomeação                  | Categoria       | Resultado |
| ---- | ------------------------- | --------------- | --------- |
| 2007 | Attack on the Pin-Up Boys | Melhor Produção | Indicado  |

#### SBS Gayo Daejun
O SBS Gayo Daejun é uma grande premiação musical sul-coreana que acontece em todos os finais de ano desde 1997, sendo transmitida pelo canal SBS.
| Ano  | Nomeação     | Categoria                          | Resultado |
| ---- | ------------ | ---------------------------------- | --------- |
| 2006 | Super Junior | Melhor Grupo Revelação (Masculino) | Venceu    |
| 2006 | Super Junior | Artista Popular                    | Indicado  |

#### Asia Songs Festival
| Ano  | Nomeação     | Categoria             | Resultado |
| ---- | ------------ | --------------------- | --------- |
| 2007 | Super Junior | Prêmio de Apreciação  | Venceu    |
| 2009 | Super Junior | Melhor Grupo Asiático | Venceu    |
| 2011 | Super Junior | Maior Cantor Asiático | Venceu    |

#### Korea Best Dresser Swan Awards
| Ano  | Nomeação     | Categoria               | Resultado |
| ---- | ------------ | ----------------------- | --------- |
| 2007 | Super Junior | Cantor Mais Bem Vestido | Venceu    |
| 2011 | Super Junior | Cantor Mais Bem Vestido | Venceu    |

#### Korean Popular Entertainment Awards
| Ano  | Nomeação     | Categoria               | Resultado |
| ---- | ------------ | ----------------------- | --------- |
| 2007 | Super Junior | Artista da Nova Geração | Venceu    |
| 2007 | Super Junior | Artista Popular         | Venceu    |
| 2008 | Super Junior | Prêmio Especial         | Venceu    |

#### Gaon Chart Awards
| Ano  | Nomeação     | Categoria                  | Resultado |
| ---- | ------------ | -------------------------- | --------- |
| 2009 | Sorry, Sorry | Álbum do Ano               | Venceu    |
| 2011 | Bonamana     | Álbum Mais Vendido de 2010 | Venceu    |

#### Korean Popular Culture and Art Awards

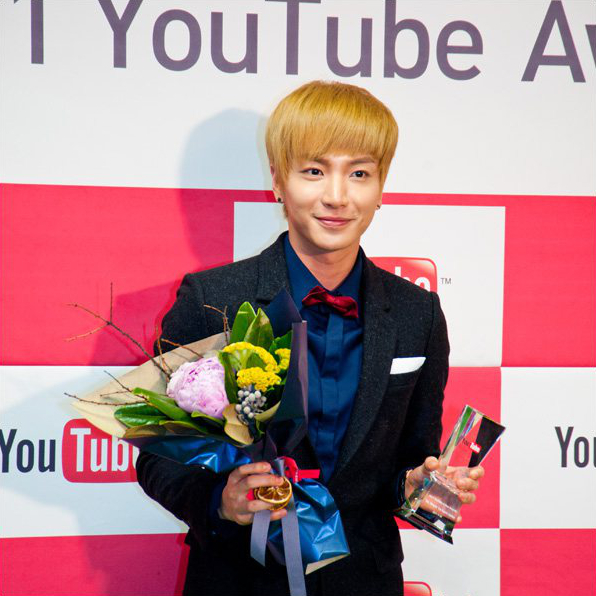
Leeteuk segurando o troféu do YouTube K-Pop Awards 2011.

| Ano  | Nomeação     | Categoria                        | Resultado |
| ---- | ------------ | -------------------------------- | --------- |
| 2010 | Super Junior | Ministro da Cultura e do Turismo | Venceu    |

#### Korea in Motion Festival
| Ano  | Nomeação     | Categoria           | Resultado |
| ---- | ------------ | ------------------- | --------- |
| 2011 | "Mr. Simple" | Canção Mais Popular | Venceu    |

#### YouTube K-Pop Awards
| Ano  | Nomeação     | Categoria                           | Resultado |
| ---- | ------------ | ----------------------------------- | --------- |
| 2011 | "Mr. Simple" | Vídeo de K-Pop mais Acessado do Ano | Venceu    |

#### MBC Entertainment Awards
| Ano  | Nomeação     | Categoria                             | Resultado |
| ---- | ------------ | ------------------------------------- | --------- |
| 2011 | Super Junior | Prêmio Especial (Divisão de Cantores) | Venceu    |

#### Bugs Music Awards
| Ano  | Nomeação     | Categoria                             | Resultado |
| ---- | ------------ | ------------------------------------- | --------- |
| 2010 | Super Junior | Ídolo Sênior                          | Venceu    |
| 2011 | Super Junior | Prêmio de Popularidade entre Netizens | Venceu    |
| 2011 | Super Junior | Melhor Grupo Masculino                | Venceu    |

#### Mnet KPOP Idol Championship
| Ano  | Nomeação     | Categoria        | Resultado |
| ---- | ------------ | ---------------- | --------- |
| 2012 | Super Junior | Medalha de Prata | Venceu    |

#### Hanteo Awards
| Ano                                | Nomeação                         | Categoria    | Resultado |
| ---------------------------------- | -------------------------------- | ------------ | --------- |
| 2010                               | Bonamana                         | Álbum do Ano | Venceu    |
| 2011                               |                                  |              |           |
| Mr. Simple                         | Álbum do Ano                     | Venceu       |           |
| Super Junior (Mr. Simple)          | Artista do Ano (Venda de Álbuns) | Venceu       |           |
| 2012                               |                                  |              |           |
| Sexy, Free & Single                | Álbum do Ano                     | Venceu       |           |
| Super Junior (Sexy, Free & Single) | Artista do Ano (Venda de Álbuns) | Venceu       |           |

#### International 3D Festival
| Ano  | Nomeação                   | Categoria           | Resultado |
| ---- | -------------------------- | ------------------- | --------- |
| 2012 | Super Show 4 Concert in 3D | Melhor Obra de Arte | Venceu    |

#### SBS MTV Best of the Best
| Ano  | Nomeação     | Categoria                 | Resultado |
| ---- | ------------ | ------------------------- | --------- |
| 2011 | Super Junior | Super Junior vs. Big Bang | Venceu    |
| 2012 | Super Junior | Melhor Vídeo Global       | Venceu    |
| 2012 | Super Junior | Melhor Grupo Masculino    | Indicado  |
| 2012 | Super Junior | Artista do Ano            | Venceu    |

### Premiações internacionais

#### Mashable Awards
| Ano  | Nomeação           | Categoria                               | Resultado |
| ---- | ------------------ | --------------------------------------- | --------- |
| 2010 | Super Junior       | Personalidade a ser Seguida             | Venceu    |
| 2011 | Super Junior       | Músico a ser Seguido nas Mídias Sociais | Venceu    |
| 2011 | "Mr. Simple"       | Vídeo Viral do Ano                      | Venceu    |
| 2011 | Super Junior SHAKE | Melhor Jogo para Celular                | Venceu    |

#### Thailand Asia SEED Awards
| Ano  | Nomeação     | Categoria                         | Resultado |
| ---- | ------------ | --------------------------------- | --------- |
| 2007 | Super Junior | Melhor Artista Revelação Asiático | Venceu    |
| 2010 | Super Junior | Melhor Artista Asiático           | Venceu    |
| 2011 | Super Junior | Artista Asiático Popular do Ano   | Venceu    |

#### Southeast Explosive Music Chart Awards
| Ano  | Nomeação     | Categoria                      | Resultado |
| ---- | ------------ | ------------------------------ | --------- |
| 2007 | Super Junior | Artista Internacional Favorito | Indicado  |

#### China Tencent Stars Magnificent Ceremony
| Ano  | Nomeação     | Categoria               | Resultado |
| ---- | ------------ | ----------------------- | --------- |
| 2007 | Super Junior | Artista Asiático do Ano | Venceu    |

#### Asia Model Award Ceremony
| Ano  | Nomeação     | Categoria                        | Resultado |
| ---- | ------------ | -------------------------------- | --------- |
| 2008 | Super Junior | Prêmio Especial (Entretenimento) | Venceu    |

#### MTV Asia Awards
O MTV Asia Awards foi uma premiação musical anual criada em 2002, pela MTV do sudeste da Ásia, sendo conhecida como a versão asiática do MTV Europe Music Awards. Foi descontinuada em 2009.
| Ano  | Nomeação     | Categoria                        | Resultado |
| ---- | ------------ | -------------------------------- | --------- |
| 2008 | Super Junior | Artista Favorito (Coreia do Sul) | Venceu    |

#### Shanghai International Art Festival
| Ano  | Nomeação     | Categoria            | Resultado |
| ---- | ------------ | -------------------- | --------- |
| 2009 | Super Junior | Prêmio de Apreciação | Venceu    |

#### Philippines ASAP Viewers Choice Awards
| Ano  | Nomeação     | Categoria              | Resultado |
| ---- | ------------ | ---------------------- | --------- |
| 2010 | Super Junior | Melhor Artista Coreano | Venceu    |

#### Yahoo! Asia Buzz Awards
| Ano  | Nomeação     | Categoria                                     | Resultado |
| ---- | ------------ | --------------------------------------------- | --------- |
| 2010 | Super Junior | Melhor Grupo Musical Internacional            | Venceu    |
| 2011 | Super Junior | Grupo Musical Mais Procurado em Taiwan        | Venceu    |
| 2011 | Super Junior | Grupo Musical Mais Procurado em Hong Kong     | Venceu    |
| 2011 | Super Junior | Grupo Musical Mais Procurado na Coreia do Sul | Venceu    |
| 2011 | Super Junior | Grupo Musical Mais Procurado na Ásia          | Venceu    |
| 2012 | Super Junior | Grupo Musical Mais Procurado em Hong Kong     | Venceu    |
| 2012 | Super Junior | Grupo Musical Mais Procurado na Coreia do Sul | Venceu    |
| 2012 | Super Junior | Grupo Musical Mais Procurado na Ásia          | Venceu    |

#### Allkpop Awards
| Ano  | Nomeação             | Categoria              | Resultado |
| ---- | -------------------- | ---------------------- | --------- |
| 2010 | Super Junior         | Melhor Grupo Masculino | Venceu    |
| 2010 | "Bonamana"           | Canção do Ano          | Indicado  |
| 2010 | "Bonamana"           | Melhor Coreografia     | Indicado  |
| 2011 | Super Junior         | Melhor Grupo Masculino | Venceu    |
| 2011 | "Mr. Simple"         | Canção do Ano          | Venceu    |
| 2011 | "Mr. Simple"         | Melhor Coreografia     | Venceu    |
| 2012 | Super Junior         | Melhor Grupo Masculino | Venceu    |
| 2012 | Super Junior (E.L.F) | Melhor Fã-clube        | Venceu    |

#### Philippine Kpop Convention
| Ano  | Nomeação            | Categoria              | Resultado |
| ---- | ------------------- | ---------------------- | --------- |
| 2010 | Bonamana            | Álbum do Ano           | Venceu    |
| 2010 | "Bonamana"          | Canção do Ano          | Venceu    |
| 2010 | Super Junior        | Grupo Masculino do Ano | Venceu    |
| 2011 | Mr. Simple          | Álbum do Ano           | Venceu    |
| 2011 | Super Junior        | Melhor Grupo Masculino | Venceu    |
| 2012 | Sexy, Free & Single | Álbum do Ano           | Venceu    |
| 2012 | Super Junior        | Melhor Grupo Masculino | Venceu    |

#### Global Chinese Golden Chart Awards
| Ano  | Nomeação | Categoria                    | Resultado |
| ---- | -------- | ---------------------------- | --------- |
| 2011 | Bonamana | Álbum Coreano/Japonês do Ano | Venceu    |

#### Taiwan KKBOX Music Awards
| Ano  | Nomeação     | Categoria              | Resultado |
| ---- | ------------ | ---------------------- | --------- |
| 2012 | Super Junior | Artista Coreano do Ano | Venceu    |
| 2013 | Super Junior | Melhor Artista Coreano | Venceu    |
| 2015 | Super Junior | Melhor Artista Coreano | Venceu    |

#### MYX Music Awards
| Ano  | Nomeação              | Categoria               | Resultado |
| ---- | --------------------- | ----------------------- | --------- |
| 2012 | "Mr. Simple"          | Vídeo de K-Pop Favorito | Venceu    |
| 2013 | "Sexy, Free & Single" | Vídeo de K-Pop Favorito | Venceu    |

#### Singapore e-Awards
| Ano  | Nomeação              | Categoria                     | Resultado |
| ---- | --------------------- | ----------------------------- | --------- |
| 2012 | Super Junior          | Capa Mais Popular da U-Weekly | Venceu    |
| 2012 | Super Junior          | Artista Coreano Mais Popular  | Venceu    |
| 2012 | Super Junior          | Grupo Musical Mais Popular    | Venceu    |
| 2013 | "Sexy, Free & Single" | Vídeo de K-Pop Mais Popular   | Venceu    |
| 2013 | Super Junior          | Artista Coreano Mais Popular  | Venceu    |
| 2013 | Super Junior          | Capa Mais Popular da U-Weekly | Indicado  |
| 2014 | Super Junior          | Artista Coreano Mais Popular  | Venceu    |
| 2014 | Super Junior          | Capa Mais Popular da U-Weekly | Venceu    |

#### Taiwan HITO Music Awards
| Ano  | Nomeação     | Categoria                       | Resultado |
| ---- | ------------ | ------------------------------- | --------- |
| 2012 | "Mr. Simple" | Canção de J-Pop ou K-Pop do Ano | Venceu    |

#### Thailand Bang Awards
| Ano  | Nomeação     | Categoria               | Resultado |
| ---- | ------------ | ----------------------- | --------- |
| 2012 | Super Junior | Ídolo Asiático Favorito | Venceu    |
| 2013 | Super Junior | Ídolo Asiático Favorito | Venceu    |

#### MTV Europe Music Awards
O MTV Europe Music Awards é uma premiação de música que ocorre anualmente, no mês de novembro. Foi estabelecido em 1994, pela MTV Europa, para celebrar os artistas, músicas e videoclipes mais populares no continente.
| Ano  | Nomeação     | Categoria               | Resultado |
| ---- | ------------ | ----------------------- | --------- |
| 2012 | Super Junior | Melhor Artista Asiático | Indicado  |

#### MTV Italy Awards
| Ano  | Nomeação     | Categoria             | Resultado |
| ---- | ------------ | --------------------- | --------- |
| 2013 | Super Junior | Artist Saga           | Indicado  |
| 2014 | Super Junior | Melhor Artista Global | Venceu    |

#### Yahoo! Indonesia OMG! Awards
| Ano  | Nomeação             | Categoria                | Resultado |
| ---- | -------------------- | ------------------------ | --------- |
| 2012 | Super Junior (E.L.F) | Melhor Fã-clube de K-Pop | Venceu    |

#### World Music Awards
O World Music Awards é uma premiação anual, que premia os destaques da indústria musical de todo o mundo, baseados em sua popularidade e recordes de vendas por trabalho.
| Ano  | Nomeação     | Categoria                   | Resultado |
| ---- | ------------ | --------------------------- | --------- |
| 2013 | Super Junior | Melhor Grupo Musical Global | Indicado  |
| 2013 | Super Junior | Melhor Artista Ao Vivo      | Venceu    |
| 2014 | Super Junior | Melhor Grupo Musical Global | Indicado  |

#### IFPI Hong Kong Top Sales Music Awards
| Ano  | Nomeação            | Categoria                               | Resultado |
| ---- | ------------------- | --------------------------------------- | --------- |
| 2011 | A-Cha               | Álbum Mais Vendido (Japonês ou Coreano) | Venceu    |
| 2012 | Sexy, Free & Single | Álbum Mais Vendido (Japonês ou Coreano) | Venceu    |
| 2014 | Mamacita            | Álbum Mais Vendido (Japonês ou Coreano) | Venceu    |
| 2014 | This Is Love        | Álbum Mais Vendido (Japonês ou Coreano) | Venceu    |

#### Tower Records Japan K-pop Lovers Awards
| Ano  | Nomeação            | Categoria    | Resultado |
| ---- | ------------------- | ------------ | --------- |
| 2012 | Sexy, Free & Single | Álbum do Ano | Venceu    |

#### So-Loved Awards
| Ano  | Nomeação     | Categoria              | Resultado |
| ---- | ------------ | ---------------------- | --------- |
| 2012 | Super Junior | Melhor Grupo Masculino | Indicado  |

#### Soompi Gayo Awards
| Ano  | Nomeação              | Categoria                                          | Resultado |
| ---- | --------------------- | -------------------------------------------------- | --------- |
| 2006 | "U"                   | Melhor Single                                      | Venceu    |
| 2009 | Sorry, Sorry          | Álbum do Ano                                       | Venceu    |
| 2012 | Super Junior          | Os Dez Melhores Artistas do Ano                    | Venceu    |
| 2012 | Super Junior          | Prêmio de Escolha entre Netizens (Grupo Masculino) | Venceu    |
| 2012 | "Sexy, Free & Single" | As Cinquenta Melhores Canções do Ano               | Venceu    |

#### Anugerah Bintang Popular Berita Harian Awards (ABPBH Awards)
| Ano  | Nomeação     | Categoria                         | Resultado |
| ---- | ------------ | --------------------------------- | --------- |
| 2011 | Super Junior | Celebridade Asiática Mais Popular | Venceu    |

#### YinYueTai V-Chart Awards
| Ano  | Nomeação     | Categoria                    | Resultado |
| ---- | ------------ | ---------------------------- | --------- |
| 2013 | Super Junior | Melhor Grupo Musical Coreano | Venceu    |
| 2013 | Super Junior | Artista Coreano Mais Popular | Venceu    |
| 2014 | Super Junior | Melhor Grupo Musical Coreano | Venceu    |
| 2014 | Super Junior | Artista Favorito             | Venceu    |

#### You2Play Awards
| Ano  | Nomeação     | Categoria                       | Resultado |
| ---- | ------------ | ------------------------------- | --------- |
| 2013 | Super Junior | Artista Asiático Favorito       | Venceu    |
| 2013 | Super Junior | Vídeo Musical Asiático Favorito | Venceu    |

#### J'Fest Awards
| Ano  | Nomeação     | Categoria       | Resultado |
| ---- | ------------ | --------------- | --------- |
| 2013 | Super Junior | Melhor Boy band | Indicado  |

#### Premios Telehit
| Ano  | Nomeação     | Categoria                           | Resultado |
| ---- | ------------ | ----------------------------------- | --------- |
| 2013 | "Mr. Simple" | Vídeo Mais Popular no Canal Telehit | Indicado  |

#### MTV Taiwan Awards
| Ano  | Nomeação     | Categoria                             | Resultado |
| ---- | ------------ | ------------------------------------- | --------- |
| 2010 | Super Junior | Estrela de K-Pop do Ano               | Venceu    |
| 2012 | Super Junior | Rei da Onda Hallyu                    | Venceu    |
| 2012 | Super Junior | Artista com o Concerto Mais Memorável | Venceu    |
| 2013 | Super Junior | Estrela Mais Influente do K-Pop       | Venceu    |

#### Gaon Weibo Chart Awards
| Ano  | Nomeação     | Categoria                                    | Resultado |
| ---- | ------------ | -------------------------------------------- | --------- |
| 2014 | Super Junior | Prêmio Gaon Weibo Chart para Grupos Musicais | Venceu    |

#### Premios Paoli
| Ano  | Nomeação     | Categoria               | Resultado |
| ---- | ------------ | ----------------------- | --------- |
| 2014 | Super Junior | Artista de K-Pop do Ano | Venceu    |

#### Red Dot Design Awards
| Ano  | Nomeação     | Categoria                      | Resultado |
| ---- | ------------ | ------------------------------ | --------- |
| 2014 | Super Junior | Prêmio de Design e Comunicação | Venceu    |

#### Hollywood Music Awards
| Ano  | Nomeação     | Categoria      | Resultado |
| ---- | ------------ | -------------- | --------- |
| 2015 | Super Junior | Artista Global | Venceu    |

#### Huading Celebrity Awards
| Ano  | Nomeação     | Categoria                   | Resultado |
| ---- | ------------ | --------------------------- | --------- |
| 2015 | Super Junior | Melhor Grupo Musical Global | Venceu    |

#### Teen Choice Awards
O Teen Choice Awards é uma premiação anual, que tem como foco principal os adolescentes, apresentada pelo canal FOX. A primeira cerimônia ocorreu em 1999. As categorias são baseadas nas realizações do ano, seja em música, cinema, esporte, televisão e moda.
| Ano  | Nomeação             | Categoria                    | Resultado |
| ---- | -------------------- | ---------------------------- | --------- |
| 2015 | Super Junior         | Melhor Artista Internacional | Venceu    |
| 2015 | Super Junior (E.L.F) | Melhor Fã-clube              | Venceu    |

## Prêmios de programas musicais

### Inkigayo
Inkigayo ou The Music Trend é um programa musical sul-coreano transmitido pela SBS. Em julho de 2012, o programa aboliu seu sistema de ranking, o Take 7, onde os sete artistas mais populares da semana eram apresentados, e premiação, chamada de Mutizen Song. Em março de 2013, o programa decidiu relançar o Take 7 e o Mutizen Song, tornando-se novamente um programa com premiação.
| Ano  | Data           | Canção         |
| ---- | -------------- | -------------- |
| 2006 | 25 de junho    | "U"            |
| 2006 | 9 de julho     | "U"            |
| 2006 | 16 de julho    | "U"            |
| 2006 | 20 de agosto   | "Dancing Out"  |
| 2007 | 21 de outubro  | "Don't Don"    |
| 2009 | 29 de março    | "Sorry, Sorry" |
| 2009 | 5 de abril     | "Sorry, Sorry" |
| 2009 | 12 de abril    | "Sorry, Sorry" |
| 2009 | 7 de junho     | "It's You"     |
| 2010 | 30 de maio     | "Bonamana"     |
| 2010 | 6 de junho     | "Bonamana"     |
| 2010 | 13 de junho    | "Bonamana"     |
| 2010 | 11 de julho    | "No Other"     |
| 2011 | 21 de agosto   | "Mr. Simple"   |
| 2011 | 28 de agosto   | "Mr. Simple"   |
| 2011 | 4 de setembro  | "Mr. Simple"   |
| 2014 | 14 de setembro | "Mamacita"     |
| 2014 | 21 de setembro | "Mamacita"     |

Nota: Um artista só pode vencer três vezes por faixa no The Music Trend antes de ser retirado da lista de indicados do Take 7.

### Music Bank
Music Bank é um programa de televisão musical sul-coreano transmitido pela KBS.
| Ano  | Data           | Canção                             |
| ---- | -------------- | ---------------------------------- |
| 2009 | 27 de março    | "Sorry, Sorry"                     |
| 2009 | 24 de abril    | "Sorry, Sorry"                     |
| 2009 | 1 de maio      | "Sorry, Sorry"                     |
| 2009 | 8 de maio      | "Sorry, Sorry"                     |
| 2009 | 15 de maio     | "Sorry, Sorry"                     |
| 2009 | 22 de maio     | "It's You"                         |
| 2010 | 21 de maio     | "Bonamana"                         |
| 2010 | 28 de maio     | "Bonamana"                         |
| 2010 | 4 de junho     | "Bonamana"                         |
| 2010 | 9 de julho     | "No Other"                         |
| 2011 | 12 de agosto   | "Mr. Simple"                       |
| 2011 | 19 de agosto   | "Mr. Simple"                       |
| 2011 | 26 de agosto   | "Mr. Simple"                       |
| 2011 | 2 de setembro  | "Mr. Simple"                       |
| 2011 | 9 de setembro  | "Mr. Simple"                       |
| 2012 | 20 de julho    | "Sexy, Free & Single"              |
| 2012 | 27 de julho    | "Sexy, Free & Single"              |
| 2014 | 12 de setembro | "Mamacita"                         |
| 2014 | 19 de setembro | "Mamacita"                         |
| 2014 | 21 de novembro | "At Gwanghwamun" (Kyuhyun)         |
| 2015 | 20 de março    | "Growing Pains" (Super Junior-D&E) |

### M! Countdown
M! Countdown é um programa de televisão musical sul-coreano transmitido pela Mnet.
| Ano  | Data           | Canção                     |
| ---- | -------------- | -------------------------- |
| 2006 | 6 de julho     | "U"                        |
| 2006 | 20 de julho    | "U"                        |
| 2006 | 31 de agosto   | "Dancing Out"              |
| 2007 | 1 de novembro  | "Don't Don!"               |
| 2009 | 9 de abril     | "Sorry, Sorry"             |
| 2009 | 23 de abril    | "Sorry, Sorry"             |
| 2011 | 11 de agosto   | "Mr. Simple"               |
| 2011 | 18 de agosto   | "Mr. Simple"               |
| 2011 | 25 de agosto   | "Mr. Simple"               |
| 2012 | 12 de julho    | "Sexy, Free & Single"      |
| 2012 | 19 de julho    | "Sexy, Free & Single"      |
| 2012 | 26 de julho    | "Sexy, Free & Single"      |
| 2014 | 11 de setembro | "Mamacita"                 |
| 2014 | 20 de novembro | "At Gwanghwamun" (Kyuhyun) |
| 2014 | 27 de novembro | "At Gwanghwamun" (Kyuhyun) |

### Show Champion
Show Champion é um programa de televisão musical sul-coreano transmitido pela MBC Music.
| Ano  | Data           | Canção                     |
| ---- | -------------- | -------------------------- |
| 2012 | 10 de julho    | "Sexy, Free & Single"      |
| 2012 | 17 de julho    | "Sexy, Free & Single"      |
| 2012 | 24 de julho    | "Sexy, Free & Single"      |
| 2014 | 10 de setembro | "Mamacita"                 |
| 2014 | 17 de setembro | "Mamacita"                 |
| 2014 | 26 de novembro | "At Gwanghwamun" (Kyuhyun) |

### Show! Music Core
Show! Music Core é um programa de televisão musical sul-coreano, transmitido pela MBC.
| Ano  | Data           | Canção                     |
| ---- | -------------- | -------------------------- |
| 2014 | 13 de setembro | "Mamacita"                 |
| 2014 | 20 de setembro | "Mamacita"                 |
| 2014 | 22 de novembro | "At Gwanghwamun" (Kyuhyun) |

## Prêmios e indicações dos subgrupos

### Super Junior-Happy
| Ano                           | Prêmio              | Trabalho nomeado | Resultado |
| ----------------------------- | ------------------- | ---------------- | --------- |
| Mnet Asian Music Awards       |                     |                  |           |
| 2008                          |                     |                  |           |
| Artista do Ano                | Super Junior-Happy  | Indicado         |           |
| Canção do Ano                 | "Cooking? Cooking!" | Indicado         |           |
| Melhor Coreografia            | "Cooking? Cooking!" | Indicado         |           |
| Auction Netizen Popularity    | Super Junior-Happy  | Indicado         |           |
| Netizen and Mobile Popularity | Super Junior-Happy  | Indicado         |           |

### Super Junior-M
| Ano                                      | Prêmio                                      | Trabalho nomeado           | Resultado |
| ---------------------------------------- | ------------------------------------------- | -------------------------- | --------- |
| Southeast Explosive Music Chart Awards   |                                             |                            |           |
| 2008                                     | Grupo Mais Popular                          | Super Junior-M             | Venceu    |
| China Tencent Stars Magnificent Ceremony |                                             |                            |           |
| 2008                                     | Melhor Grupo do Continente                  | Super Junior-M             | Venceu    |
| Music King Awards                        |                                             |                            |           |
| 2008                                     | Novo Grupo Asiático Mais Popular            | Super Junior-M             | Venceu    |
| CCTV-MTV Music Awards                    |                                             |                            |           |
| 2008                                     | Melhor Grupo do Continente                  | Super Junior-M             | Venceu    |
| CCTV 2008 Chinese Entertainment Awards   |                                             |                            |           |
| 2008                                     | Melhor Álbum do Continente                  | Me                         | Venceu    |
| 2008                                     | Grupo Mais Popular do Continente            | Super Junior-M             | Venceu    |
| China Digital Music Awards               |                                             |                            |           |
| 2009                                     | Cantor Internacional com Mais Downloads     | Super Girl                 | Venceu    |
| 21st Golden Melody Awards                |                                             |                            |           |
| 2010                                     | Melhor Grupo Vocal                          | Super Junior-M             | Indicado  |
| China Music Festival                     |                                             |                            |           |
| 2010                                     | Grupo Mais Popular                          | Super Junior-M             | Venceu    |
| 2010                                     | Prêmio de Álbum                             | Super Girl                 | Venceu    |
| 2010                                     | Prêmio de Compositor                        | Super Girl (Yoo Young Jin) | Venceu    |
| China MusicRadio Top Awards              |                                             |                            |           |
| 2010                                     | Grupo Mais Popular                          | Super Junior-M             | Venceu    |
| Global Chinese Golden Chart Awards       |                                             |                            |           |
| 2011                                     | Grupo Mais Popular do Ano                   | Super Junior-M             | Venceu    |
| 2011                                     | Melhor Grupo Masculino                      | Super Junior-M             | Venceu    |
| Singapore Hit Awards                     |                                             |                            |           |
| 2011                                     | Melhor Grupo Masculino                      | Super Junior-M             | Venceu    |
| Singapore's 'e-Awards'                   |                                             |                            |           |
| 2012                                     | Grupo Mais Popular                          | Super Junior-M             | Venceu    |
| 2013                                     | UFM 100,3 Música Mais Popular               | S.O.L.O                    | Venceu    |
| Taiwan HITO Music Awards                 |                                             |                            |           |
| 2012                                     | Grupo Mais Popular                          | Super Junior-M             | Venceu    |
| 2013                                     | Melhor Trilha Sonora de Drama (Skip Breat!) | S.O.L.O                    | Venceu    |
| Global Chinese Music Awards              |                                             |                            |           |
| 2012                                     | Grupo Mais Popular                          | Super Junior-M             | Venceu    |
| Yahoo! Asia Buzz Awards                  |                                             |                            |           |
| 2012                                     | Artista Mais Procurado em Taiwan            | Super Junior-M             | Venceu    |

### Super Junior-T
| Ano               | Prêmio | Trabalho nomeado    | Resultado |
| ----------------- | ------ | ------------------- | --------- |
| Bugs Music Awards |        |                     |           |
| 2010              | Trot   | "Knock Knock Knock" | Venceu    |

## Prêmios e indicações individuais
| Ano                              | Prêmio                                   | Trabalho nomeado                             | Resultado |
| -------------------------------- | ---------------------------------------- | -------------------------------------------- | --------- |
| Golden Disk Awards               |                                          |                                              |           |
| 2009                             | Digital Bonsang                          | "It Has To Be You" (Yesung)                  | Indicado  |
| 2009                             | Prêmio de Popularidade                   | "It Has To Be You" (Yesung)                  | Indicado  |
| Melon Music Awards               |                                          |                                              |           |
| 2010                             | Prêmio Especial - Trilha Sonora          | "It's Has to be You" (Yesung)                | Indicado  |
| 2012                             | MBC Music Star                           | Shindong (com Kim Shin Young): Show Champion | Venceu    |
| Mnet 20's Choice Awards          |                                          |                                              |           |
| 2007                             | Melhor Bad Boy                           | Kangin                                       | Venceu    |
| 2007                             | Melhor Garoto Bonito                     | Heechul                                      | Venceu    |
| 2012                             | 20′s Estrela de Variedades               | Kyuhyun                                      | Indicado  |
| 2012                             | 20′s Estrela de Variedades               | Leeteuk                                      | Indicado  |
| 2012                             | 20′s Artista Social                      | Siwon                                        | Indicado  |
| MBC Entertainment Awards         |                                          |                                              |           |
| 2008                             | Melhor DJ                                | Kangin                                       | Venceu    |
| 2011                             | Prêmio de Estreante (Entretenimento)     | Heechul (Radio Star)                         | Venceu    |
| 2011                             | Prêmio Especial (MC/Apresentador)        | Kyuhyun (Radio Star)                         | Venceu    |
| 2012                             | Melhor Estreante do Ano                  | Kyuhyun: Golden Fishery - Radio Star         | Venceu    |
| 2012                             | Prêmio Amizade                           | Kyuhyun: Golden Fishery - Radio Star         | Venceu    |
| 2012                             | Programa de Entretenimento do Ano        | Kyuhyun: Golden Fishery - Radio Star         | Venceu    |
| 2012                             | Prêmio de Popularidade                   | Leeteuk                                      | Venceu    |
| SBS Entertainment Awards         |                                          |                                              |           |
| 2009                             | Melhor Revelação                         | Leeteuk, Eunhyuk (Strong Heart, Star King)   | Venceu    |
| 2010                             | Melhor MC Estreante                      | Shindong (Strong Heart)                      | Venceu    |
| 2011                             | Prêmio de Melhor Entertainer (Talk Show) | Shindong                                     | Venceu    |
| 2011                             | Prêmio de Excelência (Talk Show)         | Leeteuk                                      | Venceu    |
| 2012                             | Melhor Entertainer (Categora Talk Show)  | Leeteuk                                      | Venceu    |
| MBC Drama Awards                 |                                          |                                              |           |
| 2009                             | Melhor Estreante Masculino               | Shindong                                     | Venceu    |
| 4th Men's Health Cool Guy Awards |                                          |                                              |           |
| 2010                             | Melhor Capa de Revista                   | Siwon                                        | Venceu    |
| BGM Cyworld                      |                                          |                                              |           |
| 2010                             | Hall da Fama                             | "It's Has To Be You" (Yesung)                | Venceu    |
| Cyworld Digital Music Awards     |                                          |                                              |           |
| 2010                             | Canção do Mês (abril)                    | "It's Has To Be You" (Yesung)                | Venceu    |
| 2011                             | Trilha Sonora do Ano (2010)              | "It's Has To Be You" (Yesung)                | Venceu    |
| Bugs Music Awards                |                                          |                                              |           |
| 2010                             | Estrela de Variedades                    | Leeteuk (Strong Heart)                       | Venceu    |
| SBS Drama Awards                 |                                          |                                              |           |
| 2010                             | Melhor Ator Revelação                    | Siwon: (Oh My Lady!)                         | Venceu    |
| Golden Ticket Awards             |                                          |                                              |           |
| 2011                             | Nova Estrela dos Musicais                | Kyuhyun (The Three Muskeeters Musical)       | Venceu    |
| 2012                             | Sucesso dos Musicais                     | Eunhyuk (FAME)                               | Indicado  |
| 2012                             | Sucesso dos Musicais                     | Ryeowook (Temptation of the Wolves)          | Indicado  |
| AllKPop Awards                   |                                          |                                              |           |
| 2010                             | Personalidade das Redes Sociais em 2010  | Heechul                                      | Venceu    |
| 2011                             | Personalidade das Redes Sociais em 2011  | Siwon                                        | Venceu    |
| Korean Movie Awards              |                                          |                                              |           |
| 2007                             | Melhor Ator                              | Kangin (Attack on the Pin-Up Boys)           | Indicado  |
| 2007                             | Melhor Ator Novo                         | Kangin (Attack on the Pin-Up Boys)           | Indicado  |
| 2007                             | Melhor Performance de Ação               | Kangin (Attack on the Pin-Up Boys)           | Indicado  |
| 2007                             | Melhor Ator Coadjuvante                  | Ryeowook (Attack on the Pin-Up Boys)         | Indicado  |
| 2007                             | Best Comedic Performance                 | Ryeowook (Attack on the Pin-Up Boys)         | Indicado  |
| 2007                             | Melhor Produção                          | Attack on the Pin-Up Boys                    | Indicado  |
| Singapore's 'e-Awards'           |                                          |                                              |           |
| 2013                             | Artista de TV Coreano Mais Popular       | Donghae                                      | Venceu    |